# Elmlohe
Elmlohe község Németországban, Alsó-Szászországban, a Cuxhaveni járásban. 